# Tàngara safrà
La tàngara safrà (Tangara xanthocephala) és un ocell de la família dels tràupids (Thraupidae).

## Hàbitat i distribució
Habita la selva pluvial, clars, bosc obert i vegetació secundària de les muntanyes de Colòmbia i oest de Veneçuela, cap al sud, a través de l'oest i est de l'Equador i est del Perú fins al centre de Bolívia.